# Varietà ellittica
In geometria differenziale, una varietà ellittica è una varietà riemanniana a curvatura sezionale costantemente pari a 1. Esempi di varietà ellittiche in ogni dimensione sono la sfera {\displaystyle S^{n}} e lo spazio proiettivo reale. In dimensione 3 un altro importante esempio è dato dalla famiglia degli spazi lenticolari. Se la varietà è completa, il suo rivestimento universale è sempre {\displaystyle S^{n}}.
Una varietà in cui la curvatura sezionale è invece costantemente nulla o -1 è detta rispettivamente piatta o iperbolica.

## Definizione
Una varietà ellittica è una varietà riemanniana con curvatura sezionale costantemente pari a 1, indipendentemente dal punto e dal piano su cui questa è valutata.

## Varietà ellittiche complete
Ogni varietà ellittica completa ha come rivestimento universale la sfera {\displaystyle S^{n}}, ed è quindi ottenuta da questa come spazio quoziente tramite l'azione di un gruppo {\displaystyle G} di isometrie.
Tale azione deve essere libera e propriamente discontinua. Equivalentemente, il gruppo {\displaystyle G} è un sottogruppo discreto del gruppo di isometrie di {\displaystyle S^{n}} (quest'ultimo ha una topologia naturale).
Poiché {\displaystyle S^{n}} è compatto, il grado del rivestimento è finito: quindi è finito anche il gruppo di isometrie, a sua volta isomorfo al gruppo fondamentale della varietà ellittica. Una varietà ellittica completa ha quindi gruppo fondamentale finito.

## Esempi

### Sfere
Come detto sopra, il modello importante di varietà ellittica è la sfera
{\displaystyle S^{n}={\big \{}(x_{0},\ldots ,x_{n})\in \mathbb {R} ^{n+1}\ {\big |}\ x_{0}^{2}+\ldots +x_{n}^{2}=1{\big \}}}
di dimensione {\displaystyle n}, dotata della metrica indotta dalla metrica euclidea dello spazio euclideo {\displaystyle \mathbb {R} ^{n+1}} che la contiene. La geometria di questa varietà è detta geometria sferica: si tratta di una delle più importanti geometrie non euclidee (soprattutto in dimensione {\displaystyle n=2}).

### Spazi proiettivi
Lo spazio proiettivo reale {\displaystyle \mathbb {R} \mathbb {P} ^{n}} di dimensione {\displaystyle n} può essere definito come il quoziente
{\displaystyle \mathbb {R} \mathbb {P} ^{n}=S^{n}/_{\sim }}
della sfera tramite la relazione {\displaystyle \sim } che identifica ogni punto con il suo punto antipodale. Poiché la mappa che manda ogni punto nell'antipodale è effettivamente una isometria di {\displaystyle S^{n}}, il quoziente eredita effettivamente una metrica ellittica.
Lo spazio proiettivo con questa metrica dà luogo ad una geometria chiamata geometria ellittica.

### Spazi lenticolari
In dimensione 2, le uniche varietà ellittiche sono la sfera ed il piano proiettivo. In dimensione 3 queste formano invece alcune famiglie infinite: tra queste la più nota è quella degli spazi lenticolari, il cui gruppo fondamentale è un gruppo ciclico.